# Paus Zacharias
Zacharias (Santa Severina, ca. 679 – Rome, 15 maart 752) was paus van 741 tot 752. Hij was de laatste vertegenwoordiger van een lange reeks aan Griekse pausen.

## Biografie
Tijdens het pontificaat van paus Zacharias beleefde de Rooms-Katholieke Kerk een moeilijke tijd. Het gezag van de Europese heersers was sterk afgenomen en de paus was dientengevolge de belangrijkste machthebber geworden, zij het met weinig militaire macht. Oprukkende Longobarden bedreigden Rome steeds meer, zodat de paus hulp nodig had. In 751 besloten de Franken dat het beter was om hun tamelijk zwakke koning Childerik III, de laatste van de Merovingen, te vervangen door de meer capabele hofmeier Pepijn de Korte, zoon van Karel Martel. Dit gebeurde met steun van Zacharias, die zich zodoende verzekerde van een sterke bondgenoot. Deze zou de opvolger van Zacharias, Stephanus II (III) (752-757), in 753 te hulp komen in de strijd tegen de Longobarden.
In de omgang met de Oosterse kerk was Zacharias minder succesvol. De paus keurde het opkomende iconoclasme in het Byzantijnse Rijk ten zeerste af. Keizer Constantijn V (741-775) was een overtuigd iconoclast, waardoor de relatie tussen keizer en paus ernstig verslechterde. Toen de zwager van de keizer, Artabasdus, een staatsgreep pleegde, was de paus er snel bij om de nieuwe keizer te erkennen. Dat bleek een misgreep te zijn. Constantijn V overwon zijn zwager en besteeg opnieuw de troon. Zacharias vertaalde ook de Dialogen van Paus Gregorius I naar het Grieks.
Tijdens het pontificaat van paus Zacharias werd vastgelegd dat Aartsengel Uriël niet zoals de aartsengelen Rafaël, Michaël en Gabriël mag worden vereerd, omdat Uriël alleen in het niet-canonieke apocalyptische boek Ezra voorkomt; dit boek wordt vaak als 3e of 4e Boek Ezra aangeduid.